# 沃爾泰什科尤鄉
45°44′N 27°05′E / 45.733°N 27.083°E
沃爾泰什科尤鄉（羅馬尼亞語：Comuna Vârteșcoiu, Vrancea），是羅馬尼亞的鄉份，位於該國東部，由弗朗恰縣負責管轄，面積26平方公里，海拔高度122米，2002年人口3,511，人口密度每平方公里138人。